# Eva Schöck-Quinteros
Eva Cornelia Schöck-Quinteros (geborene Eva Cornelia Schöck) (* 1945) ist eine deutsche Historikerin. Mit Unterbrechungen ist sie seit 1976 als Dozentin am Institut für Geschichtswissenschaft der Universität Bremen tätig.

## Leben

### Wissenschaftlicher Werdegang
Eva Schöck-Quinteros studierte bis 1970 Geschichte, Politische Wissenschaften und Soziologie an der Universität Tübingen und der Freien Universität Berlin. An letzterer Hochschule wurde sie bis 1973 mit einem Graduiertenstipendium gefördert. Im Anschluss wirkte sie bis 1978 als Bibliothekarin unter anderem an der Staats- und Universitätsbibliothek Bremen. Ihrer Promotion im Jahr 1976 folgten verschiedene Lehraufträge in Bremen, so an der Universität, der Hochschule für Technik, der Hochschule für Öffentliche Verwaltung und dem Bildungswerk der Bremischen Evangelische Kirche. Danach war Schöck-Quinteros zwischen 1986 und 1988 als wissenschaftliche Mitarbeiterin der Norddeutschen Mission tätig.
Seit 1989 wirkt sie durchgängig am Institut für Geschichtswissenschaft der Universität Bremen. Zunächst als Lehrbeauftragte beschäftigt, war sie ab 1992 als wissenschaftliche Mitarbeiterin angestellt und in dieser Funktion seit 2002 mit der Geschäftsführung des Instituts für Regional- und Sozialgeschichte betreut. Beginnend 2011 arbeitet sie erneut in der Position einer Lehrbeauftragten. Ihre Forschungsschwerpunkte sind die Sozialgeschichte des 19. und 20. Jahrhunderts, die Geschichte der sozialen Bewegungen und die historische Frauenforschung.
Im Jahr 2007 initiierte Schöck-Quinteros das seitdem von ihr verantwortete Projekt Aus den Akten auf die Bühne. Im Rahmen des Theaterprojekts werden in Zusammenarbeit mit der bremer shakespeare company szenische Lesungen zu verschiedenen historischen Themen erarbeitet, die auf von Studenten ausgewertetem Archivgut basieren. Die Initiative wurde im Jahr 2012 mit einem von der Europäischen Union geförderten Preis der University of Oxford ausgezeichnet.
2008 gewann sie als erste Historikerin den seit 1992 vergebenen Berninghausenpreis für ausgezeichnete Lehre und ihre Innovation. Am 22. Mai 2019 wurde Schöck-Quinteros anlässlich des 70. Jahrestags des deutschen Grundgesetzes das Bundesverdienstkreuz verliehen.

### Familie
Sie war bis zu dessen Tod mit dem Diplomaten und Juristen Luis Quinteros Yáñez (1924–2017) verheiratet, der als Mitglied der Partido Comunista de Chile und Staatssekretär im chilenischen Außenministerium den Putsch Augusto Pinochets im Jahr 1973 erlebte. Nach seiner Flucht im Januar 1974 lehrte er ab 1976 Internationales Recht an der Universität Bremen.

## Veröffentlichungen (Auswahl)

### Monografien
- Arbeitslosigkeit und Rationalisierung. Die Lage der Arbeiter und die kommunistische Gewerkschaftspolitik 1920–28 (= Campus-Studium. 537). Campus, Frankfurt am Main u. a. 1977, ISBN 3-593-32537-3 (Bremen, Universität, Dissertation, 1976).

### Aufsätze
- Else Lüders (1872–1948). Von der Radikalen zum Oberregierungsrat. Leben und Karriere zwischen Frauenbewegung und bürgerlicher Sozialreform in Deutschland. In: 1999. Zeitschrift für die Sozialgeschichte des 20. und 21. Jahrhunderts. Jg. 12, H. 1, 1997, ISSN 0930-9977, S. 49–67, (Digitalisat).
- Maßgeschneiderte Interessenpolitik. Die Schneidermeisterinnen und ihre Organisation. In: Dorothea Schmidt: Gewerbefleiß. Handwerk, Klein- und Mittelbetriebe seit 1850 (= Beiträge zur Sozialgeschichte Bremens. 19). Edition Temmen, Bremen 1997, ISBN 3-86108-601-8, S. 212–260.
- Dora Benjamin. „...denn ich hoffe nach dem Krieg in Amerika arbeiten zu können.“ Stationen einer vertriebenen Wissenschaftlerin (1901–1946). In: Elisabeth Dickmann, Eva Schöck-Quinteros (Hrsg.): Barrieren und Karrieren. Die Anfänge des Frauenstudiums in Deutschland (= Schriftenreihe des Hedwig-Hintze-Instituts Bremen. 5). trafo, Berlin 2000, ISBN 3-89626-178-9, S. 71–102.
- „Lästige Ausländer“. Zur Praxis der Ausweisungen in Bremen 1908–1933. In: Arbeiterbewegung und Sozialgeschichte. Zeitschrift für die Regionalgeschichte Bremens im 19. und 20. Jahrhundert. Nr. 6, 2000, ISSN 1436-3763, S. 28–46.
- „Die Dauer des Aufenthalts eines Ausländers in Bremen spielt keine Rolle ...“. Ausweisung und Verfolgung am Beispiel von Johann Geusendam (1886–1945). In: Eva Schöck-Quinteros, Hans Kloft, Franklin Kopitzsch, Hans-Josef Steinberg (Hrsg.): Bürgerliche Gesellschaft – Idee und Wirklichkeit. Festschrift für Manfred Hahn (= Schriftenreihe des Hedwig-Hintze-Instituts Bremen. 8). trafo, Berlin 2004, ISBN 3-89626-437-0, S. 217–244.
- Zwischen Zedakah und Wissenschaft. Hilde Ottenheimer (1896–1942). In: Sabine Hering (Hrsg.): Jüdische Wohlfahrt im Spiegel von Biographien (= Schriften des Arbeitskreises Geschichte der Jüdischen Wohlfahrt in Deutschland. 2). Fachhochschul-Verlag, Frankfurt am Main 2006, ISBN 3-936065-80-2, S. 338–348.
- Der Bund Königin Luise. „Unser Kampfplatz ist die Familie ...“. In: Eva Schöck-Quinteros, Christiane Streubel (Hrsg.): „Ihrem Volk verantwortlich“. Frauen der politischen Rechten (1890–1933). Organisationen – Agitationen – Ideologien (= Schriftenreihe des Hedwig-Hintze-Instituts Bremen. 9). trafo, Berlin 2007, ISBN 978-3-89626-302-5, S. 231–270.
- „Aus den Akten auf die Bühne“ – Studierende erforschen „Eine Stadt im Krieg“. Ein geschichtswissenschaftliches Crossover-Projekt zwischen Forschung, Lehre und Theater. In: Ludwig Huber, Margot Kröger, Heidi Schelhowe (Hrsg.): Forschendes Lernen als Profilmerkmal einer Universität. Beispiele aus der Universität Bremen (= Motivierendes Lehren und Lernen in Hochschulen. 16). UVW, Bielefeld 2013, ISBN 978-3-937026-83-1, S. 195–209.
- mit Sigrid Dauks: „Aus den Akten auf die Bühne“. Ein Crossover-Projekt zwischen Geschichtswissenschaft und Theater. In: Archiv-Nachrichten Niedersachsen. Band 22, 2018, ISSN 1617-6820, S. 49–62.
- Die Irrfahrt der St. Louis. In fünf Wochen von Hamburg über Kuba nach Antwerpen. In: Visual History. 2019, doi:10.14765/zzf.dok-1383.

### Herausgeberschaften
- mit Dieter Lenz: 150 Jahre Norddeutsche Mission. 1836–1986. Norddeutsche Mission, Bremen 1986.
- mit Elisabeth Dickmann: Politik und Profession. Frauen in Arbeitswelt und Wissenschaft um 1900. Arbeitskreis Historische Frauenforschung, Bremen 1996, ISBN 3-88722-372-1.
- Buten un Binnen – Wagen un Winnen. Erste Bremerinnen auf dem Weg ins akademische Leben (= Schriftenreihe des Hedwig-Hintze-Instituts Bremen. 2, ISSN 1432-8372). Hedwig-Hintze-Institut, Bremen 1997.
- mit Elisabeth Dickmann: Barrieren und Karrieren. Die Anfänge des Frauenstudiums in Deutschland (= Schriftenreihe des Hedwig-Hintze-Instituts Bremen. 5). trafo, Berlin 2000, ISBN 3-89626-178-9.
- mit Hans Kloft, Franklin Kopitzsch und Hans-Josef Steinberg: Bürgerliche Gesellschaft – Idee und Wirklichkeit. Festschrift für Manfred Hahn (= Schriftenreihe des Hedwig-Hintze-Instituts Bremen. 8). trafo, Berlin 2004, ISBN 3-89626-437-0.
- mit Christiane Streubel: „Ihrem Volk verantwortlich“. Frauen der politischen Rechten (1890–1933). Organisationen – Agitationen – Ideologien (= Schriftenreihe des Hedwig-Hintze-Instituts Bremen. 9). trafo, Berlin 2007, ISBN 978-3-89626-302-5.
- mit Anja Schüler, Kerstin Wolff und Annika Wilders: Politische Netzwerkerinnen. Internationale Zusammenarbeit von Frauen. 1830–1960 (= Schriftenreihe des Hedwig-Hintze-Instituts Bremen. 10). trafo, Berlin 2007, ISBN 978-3-89626-641-5.
- mit Sigrid Dauks: Grund der Ausweisung. Lästiger Ausländer. Ausweisungen aus Bremen in den 1920er Jahren. Begleitband zu der szenischen Lesung mit der bremer shakespeare Company. Universität Bremen – Institut für Geschichtswissenschaft Bremen, Bremen 2007, ISBN 978-3-88722-692-3.
- mit Sigrid Dauks: „Aus Gründen der inneren Sicherheit des Staates …“. Ausweisung, Verfolgung und Ermordung des Bremer Arbeiters Johann Geusendam (1886–1945). Begleitband zu der szenischen Lesung mit der bremer shakespeare Company. Universität Bremen – Institut für Geschichtswissenschaft Bremen, Bremen 2009, ISBN 978-3-88722-706-7.
- mit Sigrid Dauks: „Wußten Sie, daß Ihre Tochter Herrenverkehr hatte?“ Der Fall Kolomak in Bremen 1927 (= Aus den Akten auf die Bühne. 3). Universität Bremen – Institut für Geschichtswissenschaft Bremen, Bremen 2010, ISBN 978-3-88722-715-9.
- mit Karl Schneider: „Ich will Dir so ein bißchen die Wahrheit schreiben.“ Aus den Briefen des Bremer Kaufmanns und Bataillonsfotografen Hermann Gieschen (1902–1951). Programmheft zur szenischen Lesung mit der bremer shakespeare company. Universität Bremen – Institut für Geschichtswissenschaft Bremen, Bremen 2011, ISBN 978-3-88722-723-4.
- „Was verstehen wir Frauen auch von Politik?“ Entnazifizierung ganz normaler Frauen in Bremen (1945–1952) (= Aus den Akten auf die Bühne. 4). Universität Bremen – Institut für Geschichtswissenschaft Bremen, Bremen 2011, ISBN 978-3-88722-725-8.
- „Im Lager hat man auch mich zum Verbrecher gemacht.“ Margarete Ries: Vom „asiozialen“ Häftling in Ravensbrück zum Kapo in Auschwitz (= Aus den Akten auf die Bühne. 5). Universität Bremen – Institut für Geschichtswissenschaft Bremen, Bremen 2012, ISBN 978-3-88722-732-6.
- mit Sabine Horn, Inge Marßolek und Maria Rhode: Protest vor Ort. Die 80er Jahre in Göttingen und Bremen. Klartext, Essen 2012, ISBN 978-3-8375-0638-9.
- mit Sigrid Dauks, Maria Hermes und Imke Schwarzrock: Eine Stadt im Krieg. Bremen 1914–1918 (= Aus den Akten auf die Bühne. 6, 1). Band 1. Universität Bremen – Institut für Geschichtswissenschaft Bremen, Bremen 2013, ISBN 978-3-88722-738-8.
- mit Nils Steffen: „Wie glücklich müssen wir sein, den Krieg nicht im Lande zu haben!“ Feldpost an Pastor Ernst Baars in Vegesack (1914–1918) (= Aus den Akten auf die Bühne. 7). Universität Bremen – Institut für Geschichtswissenschaft Bremen, Bremen 2014, ISBN 978-3-88722-745-6.
- mit Anna Mamzer: Geflüchtet, unerwünscht, abgeschoben. „Lästige Ausländer“ in der Weimarer Republik. Szenische Lesung mit der Bremer Shakespeare Company (= Aus den Akten auf die Bühne. 9). Universität Bremen – Institut für Geschichtswissenschaft Bremen, Bremen 2016, ISBN 978-3-88722-750-0.
- mit Anna Mamzer und Mareike Witkowski: Bremen. Eine Stadt der Kolonien? Szenische Lesung mit der Bremer Shakespeare Company (= Aus den Akten auf die Bühne. 10). Universität Bremen – Institut für Geschichtswissenschaft Bremen, Bremen 2016, ISBN 978-3-88722-752-4.
- mit Anna Mamzer und Christian Salewski: Vom Eis gebissen – im Eis vergraben. Geschichten aus der deutschen Polarforschung (= Aus den Akten auf die Bühne. 13). Universität Bremen – Institut für Geschichtswissenschaft Bremen, Bremen 2018, ISBN 978-3-88722-758-6.
- mit Ulrich Schröder und Joscha Glanert: Revolution 1918/19 in Bremen. „Das ganze Deutsche Reich steht heute gegen uns“ (= Aus den Akten auf die Bühne. 14). Universität Bremen – Institut für Geschichtswissenschaft Bremen, Bremen 2018, ISBN 978-3-88722-760-9.
- mit Matthias Loeber und Simon Rau: Keine Zuflucht, nirgends. Die Konferenz von Évian und die Fahrt der St. Louis (1938/39) (= Aus den Akten auf die Bühne. 15). Universität Bremen – Institut für Geschichtswissenschaft Bremen, Bremen 2019, ISBN 978-3-88722-763-0.
- mit Simon Rau: Erziehen – Erzwingen – Erniedrigen. Das Arbeitserziehungslager Bremen-Farge 1940–1945 (= Aus den Akten auf die Bühne. 16, 1). Universität Bremen – Institut für Geschichtswissenschaft Bremen, Bremen 2020, ISBN 978-3-88722-765-4.
- mit Simon Rau: Erziehen – Erzwingen – Erniedrigen. Das Arbeitserziehungslager Bremen-Farge 1940–1945 (= Aus den Akten auf die Bühne. 16, 2). Universität Bremen – Institut für Geschichtswissenschaft Bremen, Bremen 2020, ISBN 978-3-88722-766-1.
- mit Simon Rau und Eve Rosenhaft: Und wohin jetzt? Die „Zigeunerpolitik“ im Deutschen Kaiserreich und im United Kingdom (= Aus den Akten auf die Bühne. 17). Universität Bremen – Institut für Geschichtswissenschaft Bremen, Bremen 2021, ISBN 978-3-88722-767-8.
- mit Heiner Fechner: Chile – Auf dem Weg zu einer neuen Demokratie? (= Aus den Akten auf die Bühne. 18). Universität Bremen – Institut für Geschichtswissenschaft Bremen, Bremen 2023, ISBN 978-3-88722-768-5.
- mit Barbara Colberg, Heiko Colberg und Konrad Settgast: „Wenn ich das finstere Bild des Faschismus auftauchen sehe“. Vor 50 Jahren Putsch in Chile – 11. September 1973 (= Aus den Akten auf die Bühne. 19). Aus den Akten auf die Bühne e. V., Bremen 2023, ISBN 978-3-88722-770-8.
- mit Barbara Colberg, Heiko Colberg, Konstanze Plett und Konrad Settgast: Der Kampf um Entschädigung. Jüdische Menschen aus Bremen in Südamerika (= Aus den Akten auf die Bühne. 20). Aus den Akten auf die Bühne e. V., Bremen 2024, ISBN 978-3-88722-771-5.